# Rhäden von Obersuhl und Auen an der mittleren Werra
Zu dem vierteiligen Vogelschutzgebiet Rhäden von Obersuhl und Auen an der mittleren Werra gehören die Flächen der Naturschutzgebiete „Rohrlache von Heringen“, „Rhäden bei Obersuhl und Bosserode“ und „Obersuhler Aue“ die am Ostrand des Landkreises Hersfeld-Rotenburg liegen sowie das Flora-Fauna-Habitat-Gebiet „Werraaue von Herleshausen“ am Südostrand des Werra-Meißner-Kreises. Das Vogelschutzgebiet wurde im Rahmen der Verpflichtung zur Umsetzung der Vogelschutzrichtlinie der Europäischen Union eingerichtet. Es hat zum Ziel die Lebensbedingungen der hier vorkommenden Brut-, Nahrungs-, Rast- und Überwinterungsvögel zu verbessern.
Naturräumlich werden die Flächen des Vogelschutzgebiets dem „Osthessischen Bergland“ zugeordnet und gehören dort mit den Untereinheiten „Neustädt-Hörscheler Werratal“ und „Berkaer Becken“ zu dem „Salzunger Werrabergland“. Die von Feuchtgebieten, offenen Wasserflächen, Brachen, Röhrichten, Großseggenrieden und Weidengehölzen geprägte Wiesenlandschaft wird für drei vom Aussterben bedrohte Vogelarten als das wichtigste Brutgebiet in Hessen angesehen. Für weitere Arten gehört es zu den fünf hessischen Schwerpunktgebieten. Landesweit gilt es als eines bedeutendsten Rastgebiete für Wasser-, Wat- und Schreitvögel. Alle Teilgebiete unterliegen einer intensiven avifaunistischen Langzeitbeobachtung, für drei Teilgebiete liegen auch detaillierte Managementpläne vor.

## Die Teilflächen
- „Rohrlache von Heringen“

Der südlichste Bereich des Vogelschutzgebiets liegt in den Gemarkungen der Ortsteile Widdershausen, Leimbach und Heringen der Stadt Heringen. Neben seiner ornithologischen Bedeutung wird es auch aus herpetologischer und geobotanischer Sicht als besonders wertvoll angesehen. Das Feuchtgelände besitzt die hessenweit größte Binnensalzstelle, die durch natürliche und durch die Kaliindustrie verursachte Salzwasseraustritte entstanden ist. Die Pflanzenwelt, die sich in den Salzwiesen angesiedelt hat, ist von hohem ökologischen Wert. In ihr befinden sich Bestände landesweit stark gefährdeter Arten. Als Naturschutzgebiet besitzt die Rohrlache eine Fläche von 76,7 Hektar und hat die nationale Kennung 1632002 und den WDPA-Code 82435. Als FFH-Gebiet hat es eine Flächengröße von 75,4 Hektar, die Gebietsnummer 5026-301 und den WDPA-Code 555520379.
- „Rhäden bei Obersuhl und Bosserode“

Die zum Vogelschutzgebiet gehörende hessische Teilfläche des Rhädens nimmt den Südwestteil einer Senke ein, die durch Salzauslaugungsprozesse und tektonische Vorgänge entstanden ist. Die einstige Sumpflandschaft war im 19. Jahrhundert trockengelegt und bis in die Nachkriegszeit bearbeitet worden. Mit dem Ausbau der innerdeutschen Grenzanlagen verfiel das Entwässerungssystem auf der hessischen Seite, was zur Aufgabe der landwirtschaftlichen Nutzung führte. Hier begannen in den 1970er Jahren Naturschützer mit den Arbeiten zur Rückführung des Rhädens zu einem Feuchtbiotop, um den in ihrem Bestand bedrohten Pflanzen- und Tierarten einen angemessenen Lebensraum zu sichern. Nach der Grenzöffnung schloss sich die ehemalige DDR-Gemeinde Dankmarshausen dem Konzept eines einheitlichen, grenzübergreifenden Naturschutzgebietes an und die ökologische Ergänzung folgte mit dem „Dankmarshäuser Rhäden“ auf der thüringischen Seite. Administrativ gehört das 122,3 Hektar große Gebiet zu den Gemarkungen Obersuhl und Bosserode der Gemeinde Wildeck. Es hat als Naturschutzgebiet die Kennung 1632001 und den WDPA-Code 165150, als FFH-Gebiet die Gebietsnummer 5026-350 und den WDPA-Code 555520383.
- „Obersuhler Aue“

Der großflächige offene Grünlandbereich ist durch traditionelle Beweidung und Mahd entstanden. Das 67,9 Hektar große Gebiet mit den, in der heutigen Kulturlandschaft selten gewordenen unterschiedlich feuchten Wiesen und Brachflächen, befindet sich vollständig in der Gemarkung Obersuhl der Gemeinde Wildeck und grenzt mit drei Seiten an Thüringen. Im östlichen Teil durchquert die als „Berkaer Allee“ bekannte Landesstraße den geschützten Bereich und verbindet die thüringischen Orte Untersuhl und Berka. Als Naturschutzgebiet hat die Obersuhler Aue die nationale Nummer 1632018 und den WDPA-Code 164903 und als FFH-Gebiet die Gebietsnummer 5026-302 und den WDPA-Code 555520380.
- „Werraaue von Herleshausen“

Der geschützte Auenbereich liegt am Südostrand des „Geo-Naturparks Frau-Holle-Land“ und gehört zum Gemeindegebiet von Herleshausen. Ein kleiner westlicher Teil reicht bis in Gemarkung des Ortsteils Wommen. Im Westen, Süden und teilweise auch im Osten wird es von der stark mäandrierenden Werra begrenzt. Die Flussmitte der Werra bildet hier die Landesgrenze, so dass sich die rechte Fluss- und Uferseite in dem thüringischen Wartburgkreis befinden. Die überwiegend landwirtschaftlich genutzte Aue gilt vom Ertrag her als einer der besten Mähwiesenstandorte im Kreisgebiet, mit mehreren Mahdterminen im Jahr und auch die Äcker lassen auf manchen Flächen hohe Erträge zu. Das 259,8 Hektar große FFH-Gebiet hat die Gebietsnummer 4926-303 und den WDPA-Code 555520290.

Die Teilbereiche des Vogelschutzgebiets
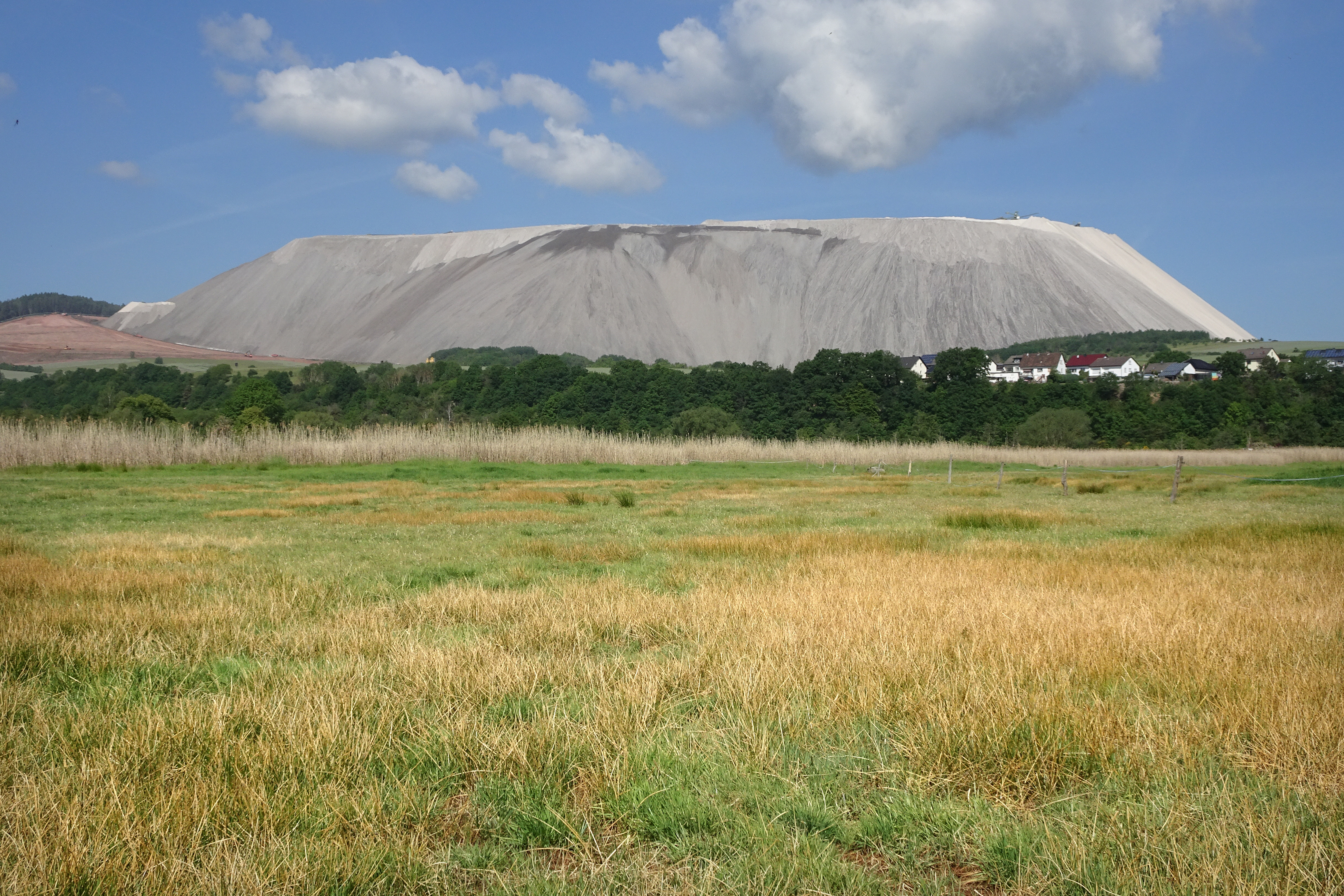
Die Salzwiesen in der Rohrlache. Im Hintergrund der „Monte Kali“, die Abraumhalde des Kalibergbaus.
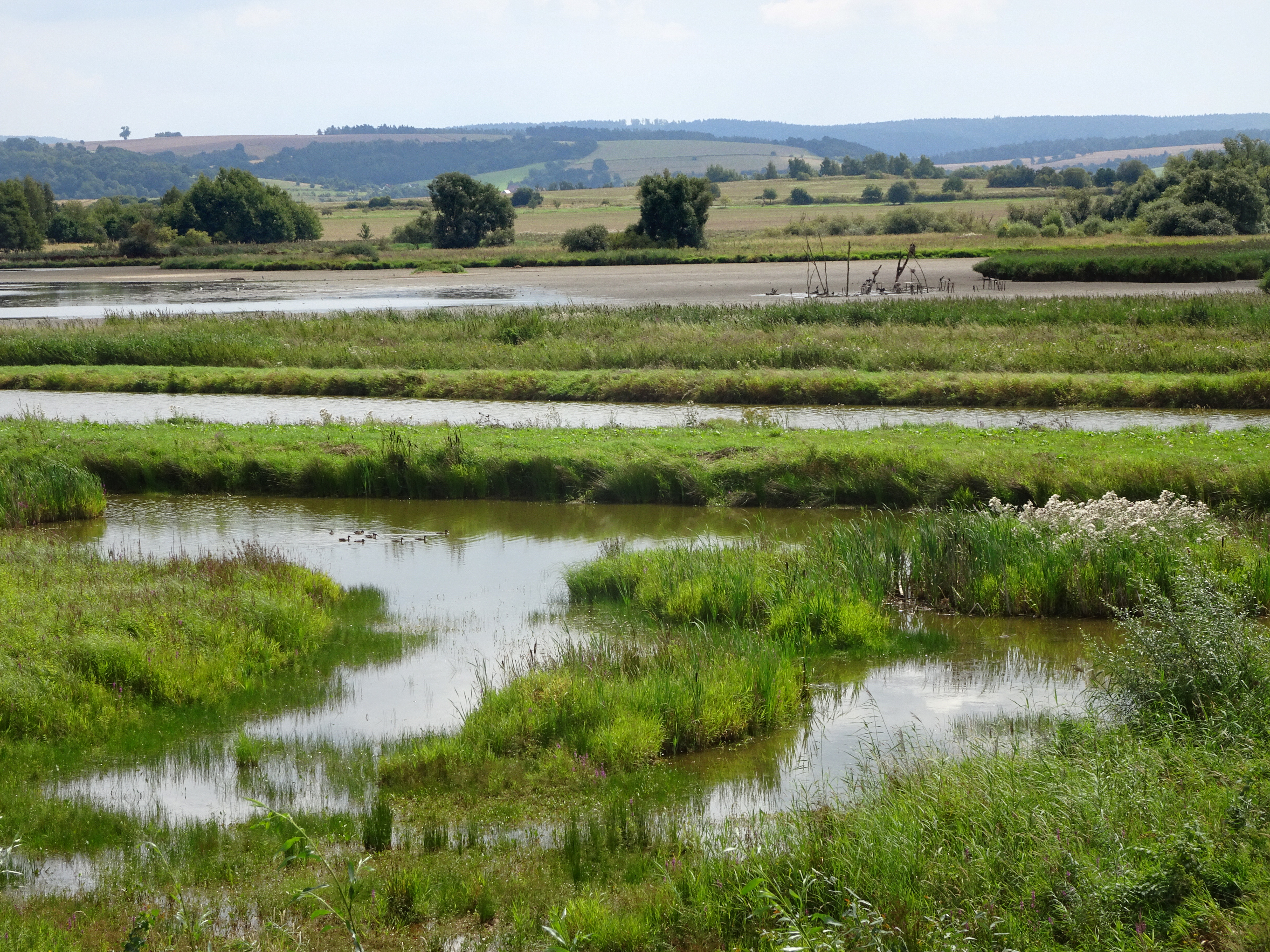
Von Nässe geprägte Wiesen, wie hier im Rhäden, gehören mittlerweile zu den seltenen Lebensräumen in Deutschland.
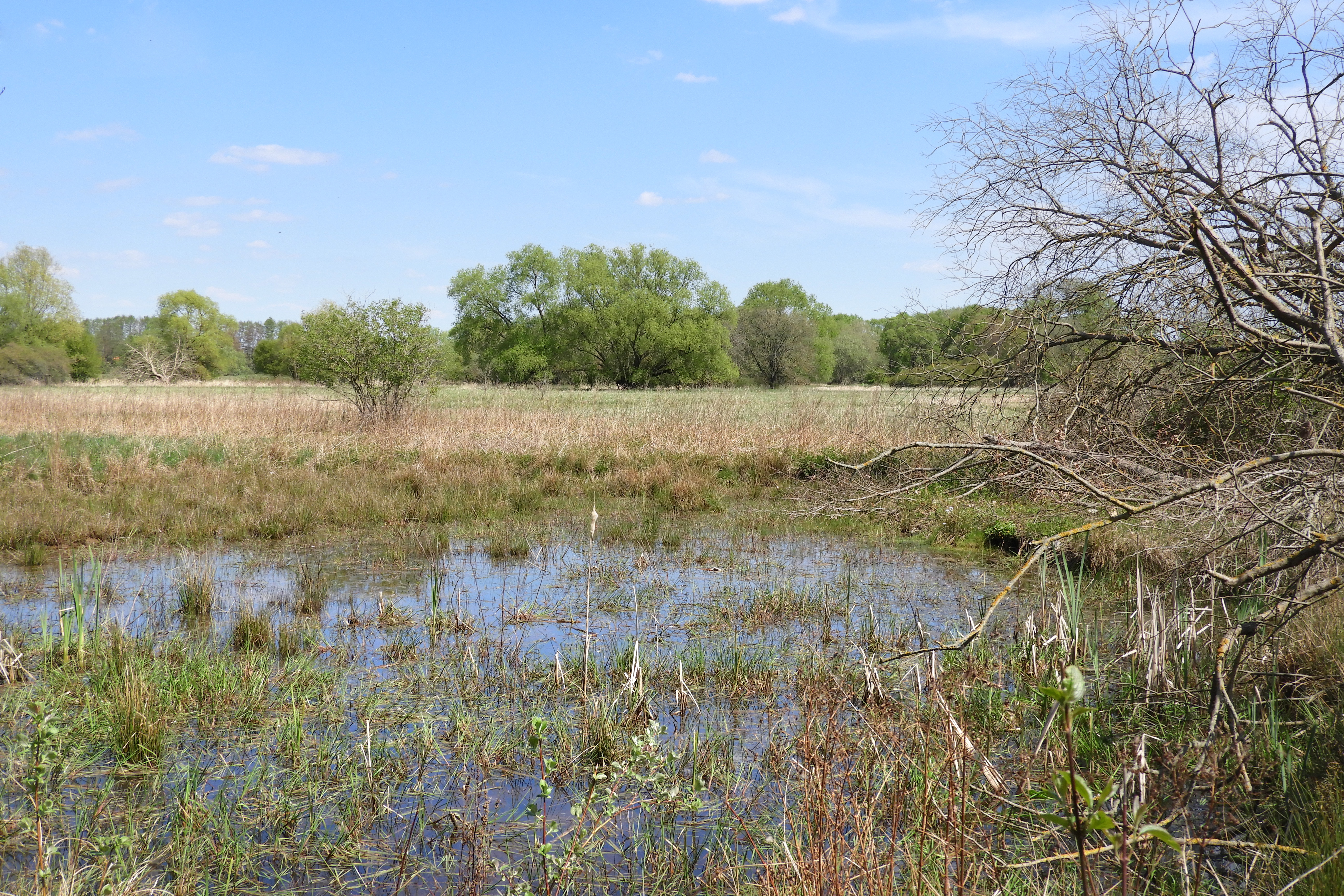
Aufgelassene Abgrabungsgewässer prägen den südlichen Bereich der Obersuhler Aue.
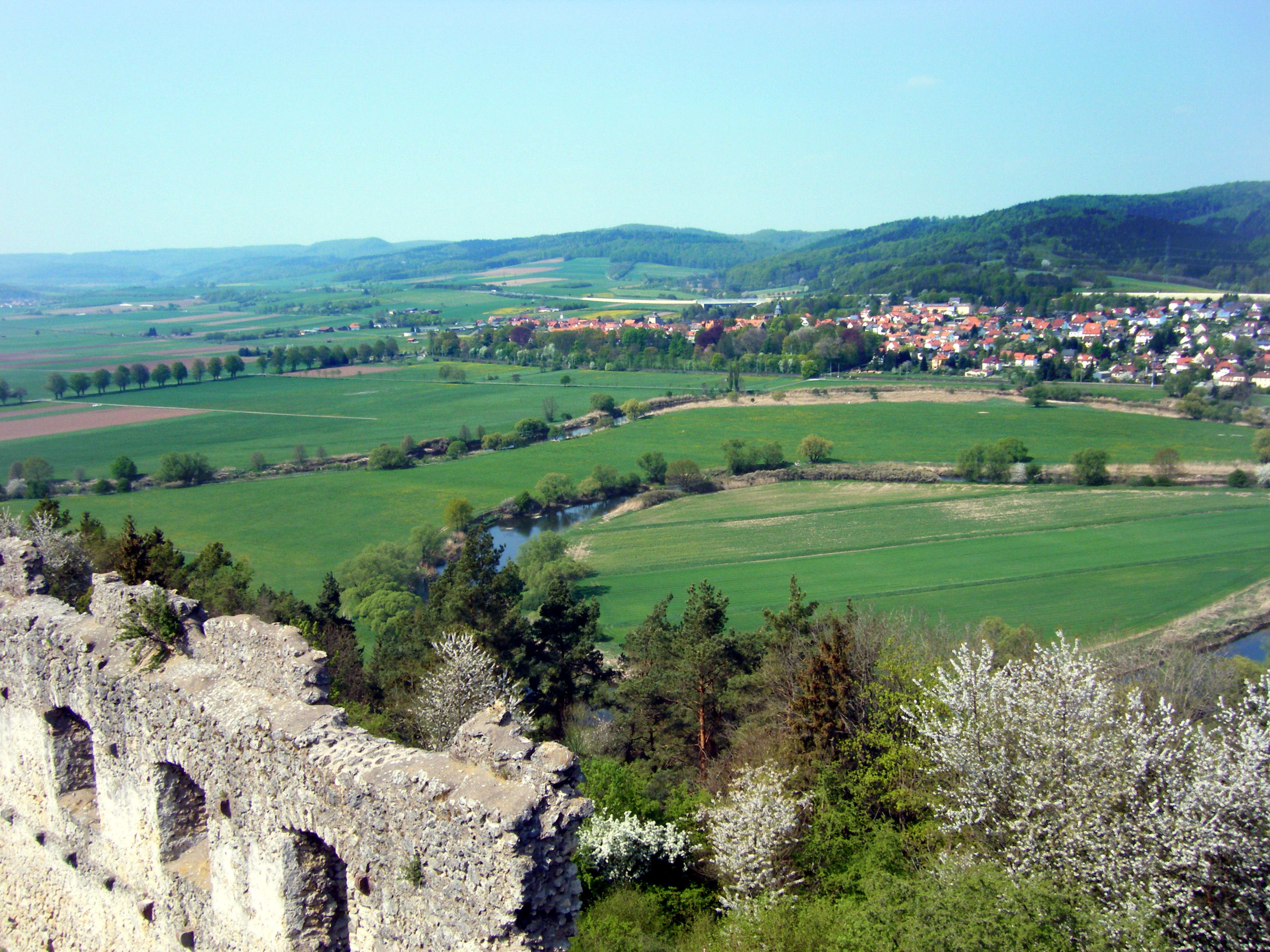
Blick von der Ruine Brandenburg auf die Werraschleifen in der Talaue von Herleshausen.

## Vorkommende Arten der Vogelschutzrichtlinie
Nach den Kriterien des Hessischen Fachkonzepts zur Auswahl von Vogelschutzgebieten wurden für die rund 130 in Hessen regelmäßig vorkommenden und zu schützenden Vogelarten, die „zahlen- und flächenmäßig geeignetsten“ Gebiete ausgewählt. In dem Gebietsstammblatt, das neben dem Gebietscharakteristikum detaillierte Angaben über die Vorkommen der wertgebenden Vogelarten enthält, werden der Rhäden und die Auen an der mittleren Werra als das bedeutendste Brutgebiet für Tafelente, Rohrdommel und Schlagschwirl sowie als das bedeutendste Rastgebiet für die Knäkente in Hessen eingestuft.
- Die Tafelente ist als hessischer Brutvogel vom Aussterben bedroht, aber als regelmäßiger Durchzügler und Wintergast noch zu beobachten.
- Seltener und sporadischer als Brutvogel und Durchzügler ist die Rohrdommel. Die Art galt in Hessen als ausgestorben und hat im Jahr 2002 erstmals wieder hier gebrütet. Der Rhäden blieb aber das einzige Brutgebiet in neuerer Zeit für die Art, das mit einem Paar unregelmäßig hier brütet.
- Ein seltener Brutvogel und spärlicher Durchzügler ist auch der Schlagschwirl. Diese osteuropäische Art mit geografischer Einschränkung ist im Rhäden mit bis zu fünf Paaren vertreten.
- Die Knäkente wird in der aktuellen „Roten Liste der bestandsgefährdeten Brutvogelarten Hessens“ in die Kategorie 1: „Vom Erlöschen bedroht“ eingestuft. In dem Zeitraum zwischen 2009 und 2014 waren rund 12 Individuen gleichzeitig im Gebiet anwesend.[2][12]

Nach den Kriterien des Hessischen Fachkonzepts sind der Rhäden und die Auen an der mittleren Werra das wichtigste Gebiet in Hessen für
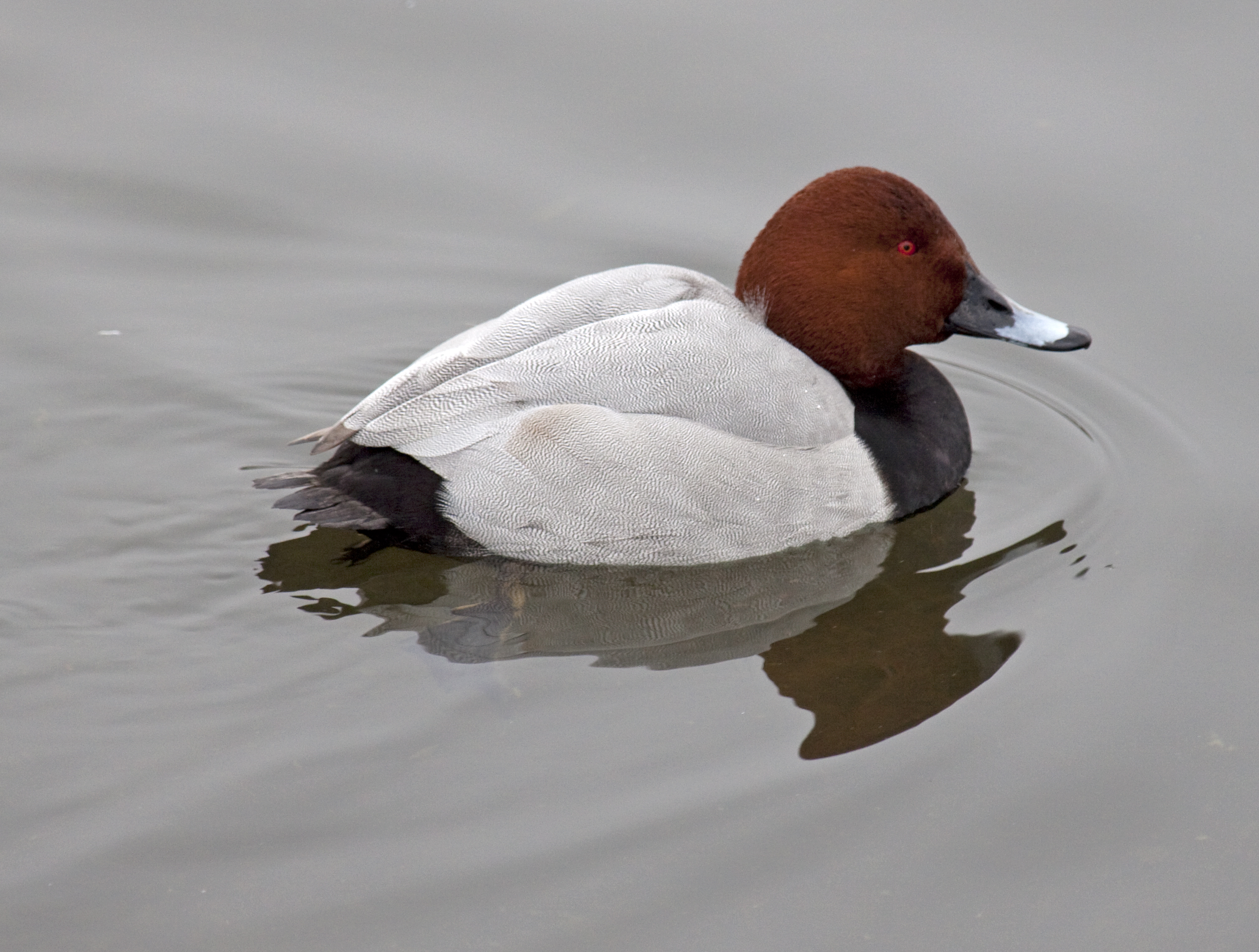
Tafelente
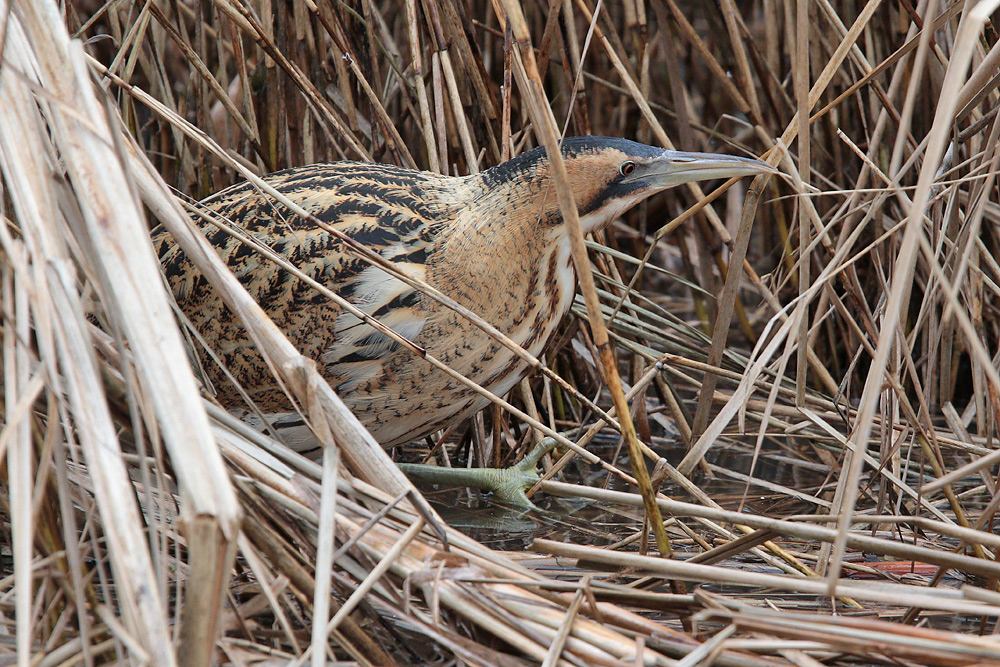
Rohrdommel
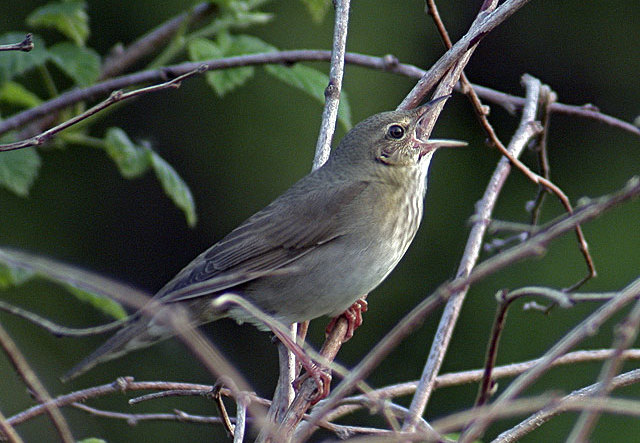
Schlagschwirl
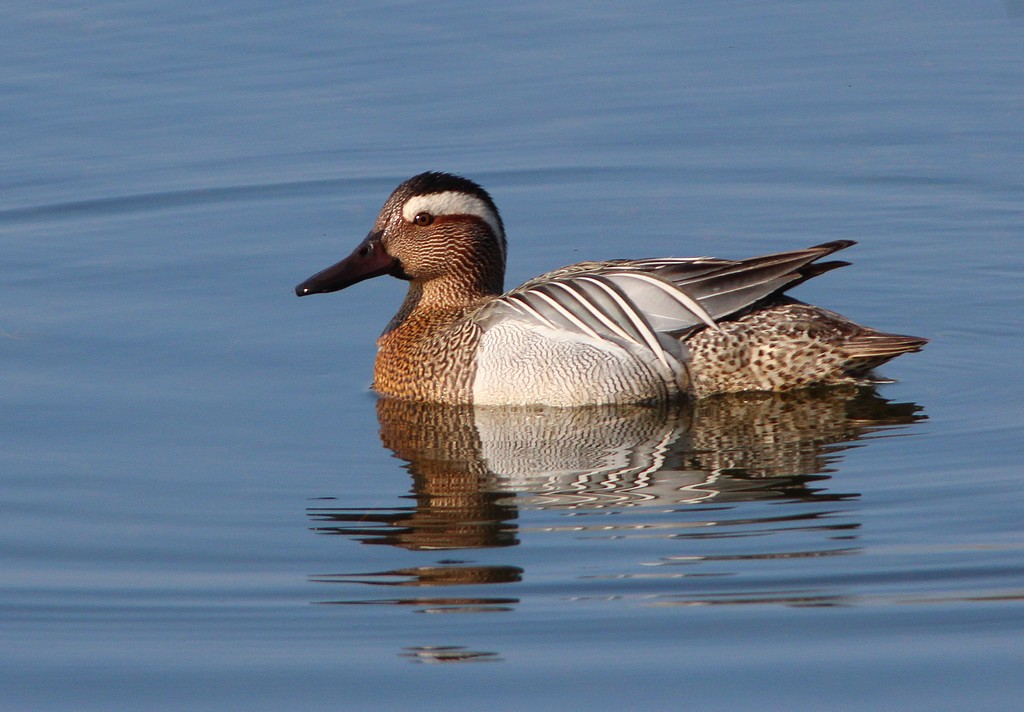
und Knäkente

Das „Top-5-Kriterium“ wurde in dem Fachkonzept für Vogelarten vorgesehen, die so ausreichend konzentrierte Schwerpunkte aufweisen, dass sie sich in eine Bewertungsrangfolge bringen lassen. Nach dieser Prämisse gehört das Vogelschutzgebiet zu den fünf besten Brutplätzen in Hessen für:
- Wachtelkönig, Tüpfelsumpfhuhn, Zwergdommel, Bekassine, Knäk-, Löffel- und Schnatterente, die nach der Roten Liste vom Aussterben bedroht oder extrem selten sind und auch für die in ihrem Bestand als gefährdet angesehenen
- Rohrweihe, Zwergtaucher und Wasserralle sowie den
- Weißstorch, der in Hessen in weniger als 10 Jahren seinen Bestand verdoppelt hat und jetzt in der Vorwarnliste geführt wird und das
- Blaukehlchen, das wegen starker Bestandszunahmen in Hessen aus der Roten Liste entlassen werden konnte.

Als aktuell noch nicht bedroht gelten
- Graureiher, aber mit einer erhöhten Schutzbedürftigkeit wegen des Brütens in Kolonien und wegen der Bindung an Feuchtgebiete sowie die
- Reiherente, die schutzbedürftig wegen der Beeinträchtigungen durch die Wasservogeljagd ist.[2][12]

Maßgebend für die Auswahl als Vogelschutzgebiet war ebenfalls die hohe landesweite Bedeutung als Rastplatz und Überwinterungsgebiet für Zugvögel. Die Auen gehören nach dem Gebietsstammblatt zu den Top-5-Gebieten in Hessen für Durchzügler, die nach dem Anhang I der Vogelschutzrichtlinie streng geschützt werden:
- Bruchwasserläufer, Fischadler, Kampfläufer, Kranich, Schwarzstorch, Silberreiher und Singschwan sowie für die nach Artikel 4 Absatz 2 der Vogelschutz-Richtlinie zu schützenden
- Bekassine, Bläss- und Waldsaatgans, Dunkler Wasserläufer, Großer Brachvogel, Grün- und Rotschenkel, Kiebitz, Ufer- und Zwergschnepfe, Waldwasserläufer, Krick-, Löffel-, Pfeif-, Schnatter-, Spieß- und Tafelente.[2]

## Unterschutzstellung
Mit der Richtlinie über die Erhaltung der wild lebenden Vogelarten, auch kurz Vogelschutzrichtlinie genannt, wollen die EU-Staaten sämtliche in ihrem Gebiet natürlicherweise vorkommenden Vogelarten einschließlich der Zugvogelarten in ihrem Bestand dauerhaft erhalten und neben dem Schutz auch die Bewirtschaftung und die Nutzung der Vögel regeln. Die Übernahme dieser Richtlinie, deren kodifizierte Fassung im Jahr 2010 in Kraft getreten ist, in deutsches Recht erfolgte vornehmlich durch das Bundesnaturschutzgesetz und die Bundesartenschutzverordnung sowie durch einige Bestimmungen des Jagdrechts. Danach werden alle regelmäßig in Deutschland vorkommenden „europäischen Vogelarten“ besonders geschützt und für sie müssen geeignete Lebensräume in ausreichender Flächengröße erhalten oder geschaffen werden. Für die an Wasser gebundene Vogelarten wurde der EU für das länderübergreifende Schutzgebietsnetz Natura 2000 der Rhäden von Obersuhl und die Auen an der mittleren Werra vorgeschlagen. Neben dem Gebietsmanagement und dem damit verbundenen Monitoring wurde eine förmliche Schutzerklärung gefordert, die im Januar 2008 mit der „Verordnung über Natura 2000-Gebiete in Hessen“ erfolgte. Das Vogelschutzgebiet besitzt eine Größe von 540,39 Hektar, hat die Gebietsnummer 5026-402 und den WDPA-Code 555537602.
Die einzelnen Teilgebiete gehören wegen ihrer besonderen Naturausstattung noch zu anderen Schutzgebietskategorien. Die „Rohrlache von Heringen“ wurde im Jahr 1979, der „Rhäden bei Obersuhl und Bosserode“ im Jahr 1973 und die „Obersuhler Aue“ im Jahr 1990 zu Naturschutzgebieten erklärt. Mit gleicher Größe und mit gleichem Namen sind sie im April 1999 als Gebiete von gemeinschaftlicher Bedeutung vorgeschlagen worden. Nach der Ausweisung als besondere Erhaltungsgebiete im März 2008 folgte die Aufnahme in „Natura 2000“, dem länderübergreifenden Netz von Schutzgebieten zur Erhaltung gefährdeter oder typischer Lebensräume und Arten. Mit ihnen gemeinsam wurde die „Werraaue von Herleshausen“, die im Juli 2001 als Flora-Fauna-Habitat-Gebiet vorgeschlagen wurde, in das Schutzgebietsnetz integriert.
Die Werraaue von Herleshausen liegt außerdem, ebenso wie die Rohrlache, vollständig in dem im Jahr 1992 ausgewiesenen Landschaftsschutzgebiet „Auenverbund Werra“.
Das Vogelschutzgebiet gehört mit dem auf der thüringischen Seite angrenzenden Vogelschutzgebiet „Werra-Aue zwischen Breitungen und Creuzburg“ und den benachbarten Thüringer Naturschutzgebieten zu dem Verbund der feuchten Ökosysteme des Mittleren Werratals. Sie besitzen eine besondere Bedeutung in dem als „Korridor der Artenvielfalt“ bezeichneten „Grünem Band“ entlang der ehemaligen innerdeutschen Grenze. Das mit der Entscheidung des Thüringer Landtages vom 9. November 2018 zum Nationalen Naturmonument erklärte Naturschutzgroßprojekt verbindet zahlreiche seltene Lebensräume und soll zur Erhaltung der biologischen Vielfalt beitragen.

## Beobachtungsmöglichkeiten

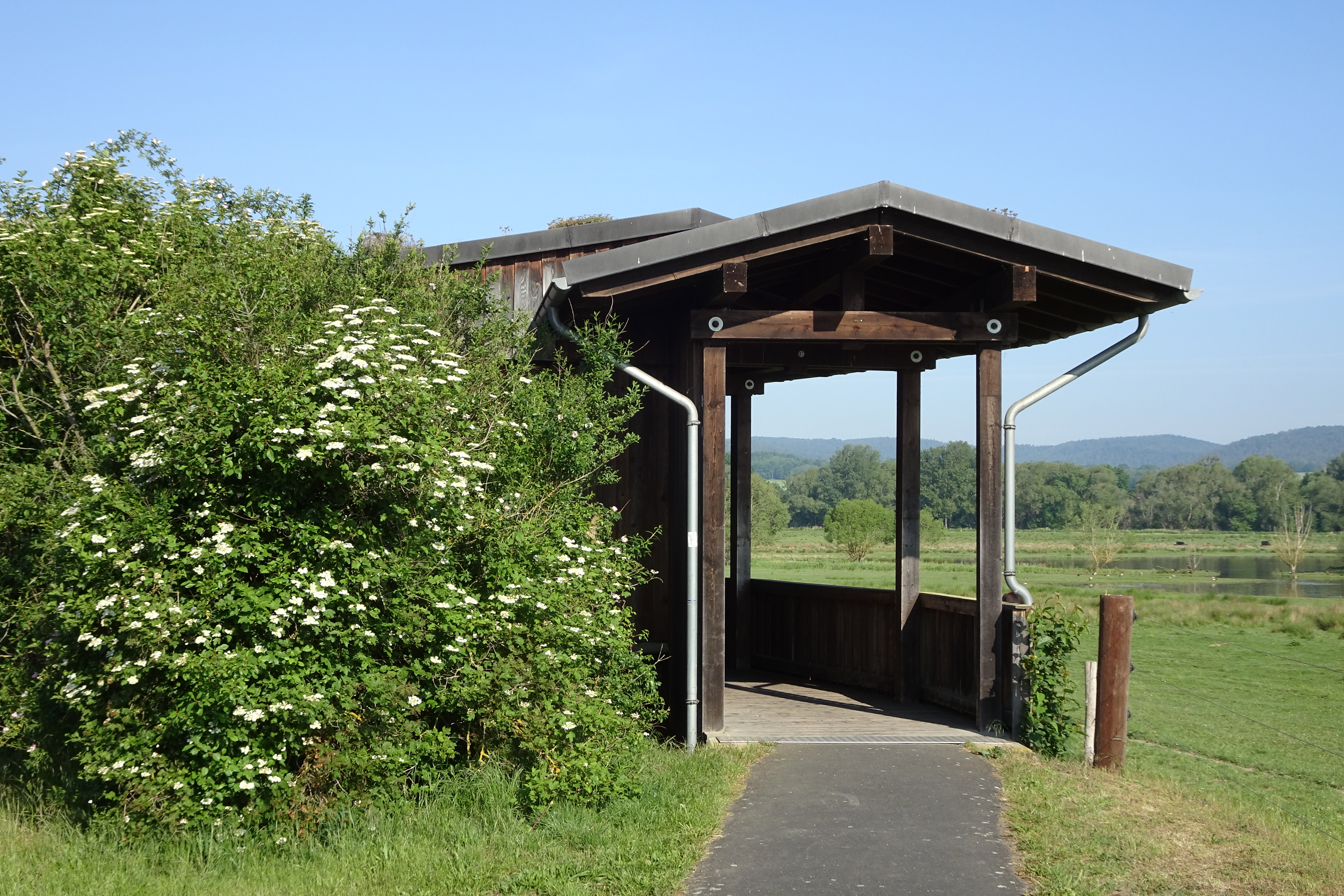
Beobachtungsstand am „Rhäden-Rundweg“.

- Ausblicke in die „Rohrlache von Heringen“ bietet ein Wanderweg der im westlichen Randbereich entlang der Werra verläuft. Er wird auch als Alternativroute des Werratal-Radwegs von Heringen nach Widdershausen genutzt.
- Mit einer Länge von rund acht Kilometern führt der „Rhäden-Rundweg“ um den Kernbereich des bundesländerübergreifenden Schutzgebiets. Vier überdachte Beobachtungsstände ermöglichen einen guten Blick auf die Flächen ohne die störungsempfindlichen Vögel zu beeinträchtigen. In den Beobachtungsständen informieren Schautafeln über die Besonderheiten des Rhäden.
- Von der Landesstraße, die die thüringischen Orte Untersuhl und Berka verbindet und die „Obersuhler Aue“ durchquert, ist der geschützte Bereich einsehbar. Zwischen der Aue und dem thüringischen Naturschutzgebiet „Werraaue bei Berka und Untersuhl“ verlaufen der Grenzwanderweg „Grünes Band“ und der „Werra-Burgen-Steig X5“.
- Die „Werraaue von Herleshausen“ ist über einige Wirtschaftswege gut zu erreichen. Durch das Gebiet führt die Lauchröder Landstraße, mit einer der wenigen noch erhaltenen Alleen der Region. Durch die Allee, die als Naturdenkmal und aus geschichtlichen Gründen auch als Kulturdenkmal geschützt wird, führt der Werratal-Radweg.